# Aryamehr Cup 1973
L'Aryamehr Cup 1973 è stato un torneo di tennis giocato sulla terra rossa. È stata la 3ª edizione dell'Aryamehr Cup, che fa parte del Commercial Union Assurance Grand Prix 1973. Si è giocato a Teheran in Iran, dal 22 al 28 ottobre 1973.

## Campioni

### Singolare
Raúl Ramírez ha battuto in finale  John Newcombe con il punteggio di 7–6 1–6 7–5 6–3

### Doppio
Rod Laver /  John Newcombe hanno battuto in finale  Ross Case /  Geoff Masters con il punteggio di 7–6, 6–2